# Liste der Baudenkmäler in Augsburg-Haunstetten-Siebenbrunn
In der Liste der Baudenkmäler im Haunstetten-Siebenbrunn sind die Baudenkmäler  im
Planungsraum Haunstetten-Siebenbrunn
(XIII)
aufgelistet. Zu diesen Baudenkmälern gibt es auch eine Bildersammlung.
Diese Liste ist eine Teilliste der Liste der Baudenkmäler in Augsburg. Grundlage der Liste ist die Bayerische Denkmalliste, die auf Basis des bayerischen Denkmalschutzgesetzes vom 1. Oktober 1973 erstmals erstellt wurde und seither durch das Bayerische Landesamt für Denkmalpflege geführt und aktualisiert wird. Die folgenden Angaben ersetzen nicht die rechtsverbindliche Auskunft der Denkmalschutzbehörde.

## Baudenkmäler nach Stadtbezirken

### Haunstetten-Nord
| Lage                              | Objekt                         | Beschreibung | Akten-Nr.               | Bild                           |
| --------------------------------- | ------------------------------ | --- | ----------------------- | ------------------------------ |
| Haunstetter Straße 246 (Standort) | Evang.-Luth. Christus-Kirche   | Saalbau über kreuzförmigem Grundriss mit eingezogenem Chor und südlichem Turm, von Ferdinand Schildhauer, 1909, mit Ausstattung | D-7-61-000-362          | weitere Bilder                 |
| Nähe Kopernikusstraße (Standort)  | Kapelle St. Antonius von Padua | Sichtziegelbau mit Satteldach, 1953, mit historischer Ausstattung                                                               | D-7-61-000-593 Wikidata | Kapelle St. Antonius von Padua |

### Haunstetten-Ost
| Lage | Objekt                                                                     | Beschreibung | Akten-Nr.                | Bild                                                                       |
| --- | -------------------------------------------------------------------------- | --- | ------------------------ | -------------------------------------------------------------------------- |
| Bürgermeister-Widmeier-Straße 2 (Standort)                                                                              | Ehemaliger Pfarrhof                                                        | Zweigeschossiger Satteldachbau mit klassizistischer Fassadengliederung, wohl von Johann Stephan Gelb, 1794, Umbau des Wirtschaftsteils zu Wohnungen 1891 und 1903/04 | D-7-61-000-199 Wikidata  | Ehemaliger Pfarrhof                                                        |
| Bürgermeister-Widmeier-Straße 10 (Standort)                                                                             | Katholische Pfarrkirche St. Georg                                          | Saalbau mit eingezogenem Chor und nördlichem Turm mit Zwiebelhaube, im Kern spätmittelalterlich, Umgestaltung und Erweiterung durch Johann Paulus 1730, nach Westen verlängert 1886/88; mit Ausstattung Ehemalige Friedhofsmauer, alter Teil der Einfriedung im Norden und Osten mit Stichbogenblenden, 17./18. Jahrhundert                                                                                              | D-7-61-000-200 Wikidata  | weitere Bilder                                                             |
| Bürgermeister-Widmeier-Straße 33 (Standort)                                                                             | Ehemaliges Bauernhaus, sogenanntes Staudenhaus                             | Ein- bzw. zweigeschossiger Bau mit einhüftigem Giebel, Frackdach und quergestellter Scheune, erstes Drittel 19. Jahrhundert, Scheune später | D-7-61-000-201 Wikidata  | Ehemaliges Bauernhaus, sogenanntes Staudenhaus                             |
| Bürgermeister-Widmeier-Straße 55 (Standort)                                                                             | Friedhof Haunstetten                                                       | Rechteckig ummauerte Anlage mit Grabdenkmäler des 19./20. Jahrhunderts Aussegnungshalle, erdgeschossiger Satteldachbau mit Ecklisenen und überhöhtem Mittelrisalit mit Dachreiter, neugotisch, um 1900 Kaeß`sches Mausoleum, Zentralbau mit Zeltdach in romanisierenden Jugendstilformen mit Pfeiler-Gitter-Einfriedung und Mosaiken von Wilhelm Köppen, von Karl Bauer (Ulm), 1904 Friedhofsmauer, wohl 19. Jahrhundert | D-7-61-000-202 Wikidata  | weitere Bilder                                                             |
| Bürgermeister-Widmeier-Straße 55 (Standort)                                                                             | Kriegerdenkmal                                                             | Kalksteinpfeiler, von Matthias Brenner nach Entwurf von Ludwig Grothe (München), 1920 | D-7-61-000-203 Wikidata  | Kriegerdenkmal                                                             |
| Lochbach (Standort) | Wasserkraftwerk                                                            | Erdgeschossiger Satteldach, bezeichnet „1880“ mit Ausstattung Zugehöriger Kanal | D-7-61-000-1452 Wikidata | Wasserkraftwerk                                                            |
| Martinistraße 46 (in der Liste des Bayerischen Landesamts für Denkmalpflege unter Martinistraße 26 gelistet) (Standort) | Kreuzigungsgruppe                                                          | Glasierter Ton, zweites Viertel 18. Jahrhundert | D-7-61-000-633 Wikidata  | Kreuzigungsgruppe                                                          |
| Martinistraße 94 a und b (Standort)                                                                                     | Ehemalige Fabrikantenvilla der Firma Martini                               | Zweigeschossiger, asymmetrischer Blankziegelbau mit Fachwerkteilen und Halbwalmdach, von Albert Jack und Max Wanner, 1895 Ehemalige Remise, jetzt Wohnhaus, ein- bzw. zweigeschossiger Bau mit Schopfwalmdach, wohl gleichzeitig Zugehöriger Park mit Baumallee | D-7-61-000-1186 Wikidata | Ehemalige Fabrikantenvilla der Firma Martini                               |
| Nähe Poststraße, Poststraße 3 (Standort)                                                                                | Muttergotteskapelle                                                        | Wallfahrtskapelle, Saalbau mit eingezogenem Chor und westlichen Giebelturm mit Sitzhelm, wohl von Johann Paulus, 1740/41, über älteren Mauerresten, Spitzhelm 1858, mit Ausstattung Umfriedung mit Tordurchfahrt, 17./18. Jahrhundert | D-7-61-000-807 Wikidata  | weitere Bilder                                                             |
| Tattenbachstraße 15 (Standort)                                                                                          | Ehemaliger Fabrikbau, dann Tattenbachsches Wohnhaus, jetzt Stadtverwaltung | Viergeschossiger Satteldachbau mit geschweiftem Zwerchgiebel und steinernen Ziervasen am Firstgiebel, im Kern 18. Jahrhundert, Fassadengestaltung im Jugendstil um 1900 | D-7-61-000-994 Wikidata  | Ehemaliger Fabrikbau, dann Tattenbachsches Wohnhaus, jetzt Stadtverwaltung |

### Siebenbrunn
| Lage | Objekt                                                 | Beschreibung | Akten-Nr.               | Bild             |
| --- | ------------------------------------------------------ | --- | ----------------------- | ---------------- |
| Forsthauskopf, Nähe Lochbach (Standort)                                                                             | Vier Grenzsteine                                       | Ohne nähere Angaben in Siebenbrunn | D-7-61-000-949 Wikidata | Vier Grenzsteine |
| Grenzgraben, Oberer Grenzkopf, Siebenbrunnenbach, Siebenbrunner Bach, Siebentischwald, Unterer Grenzkopf (Standort) | Galgenablass                                           | Kreuzungsbauwerk für den Grenzgraben und den Siebenbrunner Bach, 1870 neu errichtet mit Anlage eines Dükers zur Trennung von Brauch- und Trinkwasser | D-7-61-000-1946         | weitere Bilder   |
| Siebenbrunn 14 (Standort)                                                                                           | Ehemaliges Rau’sches Gut                               | Herrenhaus, zweigeschossiger Mansardwalmdachbau in späten Louis-Seize-Formen, 1807 | D-7-61-000-947 Wikidata | weitere Bilder   |
| Siebenbrunn 15 (Standort)                                                                                           | Herrenhaus eines ehemaligen Gutshofs                   | Zweigeschossiger Mansardwalmdachbau, um 1805/06 | D-7-61-000-948 Wikidata | weitere Bilder   |
| Siebenbrunn 22 (Standort)                                                                                           | Ehemalige Volksschule                                  | Zweigeschossige Dreiflügelanlage mit Walmdach, Haupttrakt mit Außentreppe, Vestibül und zwiebelbekröntem Dachreiter, Neubarock, von Otto Holzer, 1918 | D-7-61-000-950 Wikidata | weitere Bilder   |
| Sulz-Geräumt, Meringer Au (Standort)                                                                                | Ehemaliger Schießplatz der königlich-bayerischen Armee | errichtet ab 1886, 1934–45 Übungsplatz der Wehrmacht, Schießstände in Nord-Süd-Ausrichtung mit von Erdwällen begrenzten Schießbahnen und das Areal im Süden begrenzendem Erdwall in West-Ost-Ausrichtung; vier überdachte Geschossfangkammern und südlich des Maschinengewehrareals befestigter Graben, Beton; knapp 100 betonierte Wandscheiben als Blenden, wohl 1917; Munitionsdepot der Wehrmacht mit 13 Betonbunkern nördlich des Schießplatzes, 1934 | D-7-61-000-1962         | weitere Bilder   |